# Oristano
Aristanis
Oristano (de l'italien) ou Aristanis (du sarde) est une ville, chef-lieu de la province de même nom en Sardaigne, en Italie.

## Toponymie
En sarde, Aristhanis, en espagnol Oristan et en catalan Oristany.

## Géographie
Oristano se trouve dans la plaine du Campidano.

## Économie
La ville compte une cimenterie du groupe français Vicat.

## Histoire
C'était la capitale du judicat d'Arborée jusqu'en 1410, après l'abandon de la première capitale, Tharros. En 1637, dans le cadre de la guerre de Trente Ans, la flotte française commandée par la comte d'Harcourt débarquait et prenait possession de la ville en détruisant les fortifications.

## Transports

### Transports aériens
Le petit aéroport d'Oristano-Fenosu se trouve à 4 km à l'est de la ville.

L'aéroport de Cagliari se trouve à environ 90 km d'Oristano.
Depuis 2013, liaison ferroviaire assurée entre Cagliari aéroport et Oristano, ce qui  permet d’accéder en une heure à toutes les destinations desservies par l’aéroport. Relais assuré par bus, dans les heures non desservies par le train.

## Administration
| Période                                  | Période      | Identité              | Étiquette     | Qualité |
| ---------------------------------------- | ------------ | --------------------- | ------------- | ------- |
| 11 juin 2002                             | 12 juin 2007 | Antonio Barberio      | Centre droit  |         |
| 12 juin 2007                             | 26 june 2012 | Angela Eugenia Nonnis | Centre droit  |         |
| 26 june 2012                             | 26 june 2017 | Guido Tendas          | Centre gauche |         |
| 26 june 2017                             | En cours     | Andrea Lutzu          | Centre droit  |         |
| Les données manquantes sont à compléter. |              |                       |               |         |

### Hameaux
Donigala, Massama, Nuraxinieddu, Silì, Torre Grande.

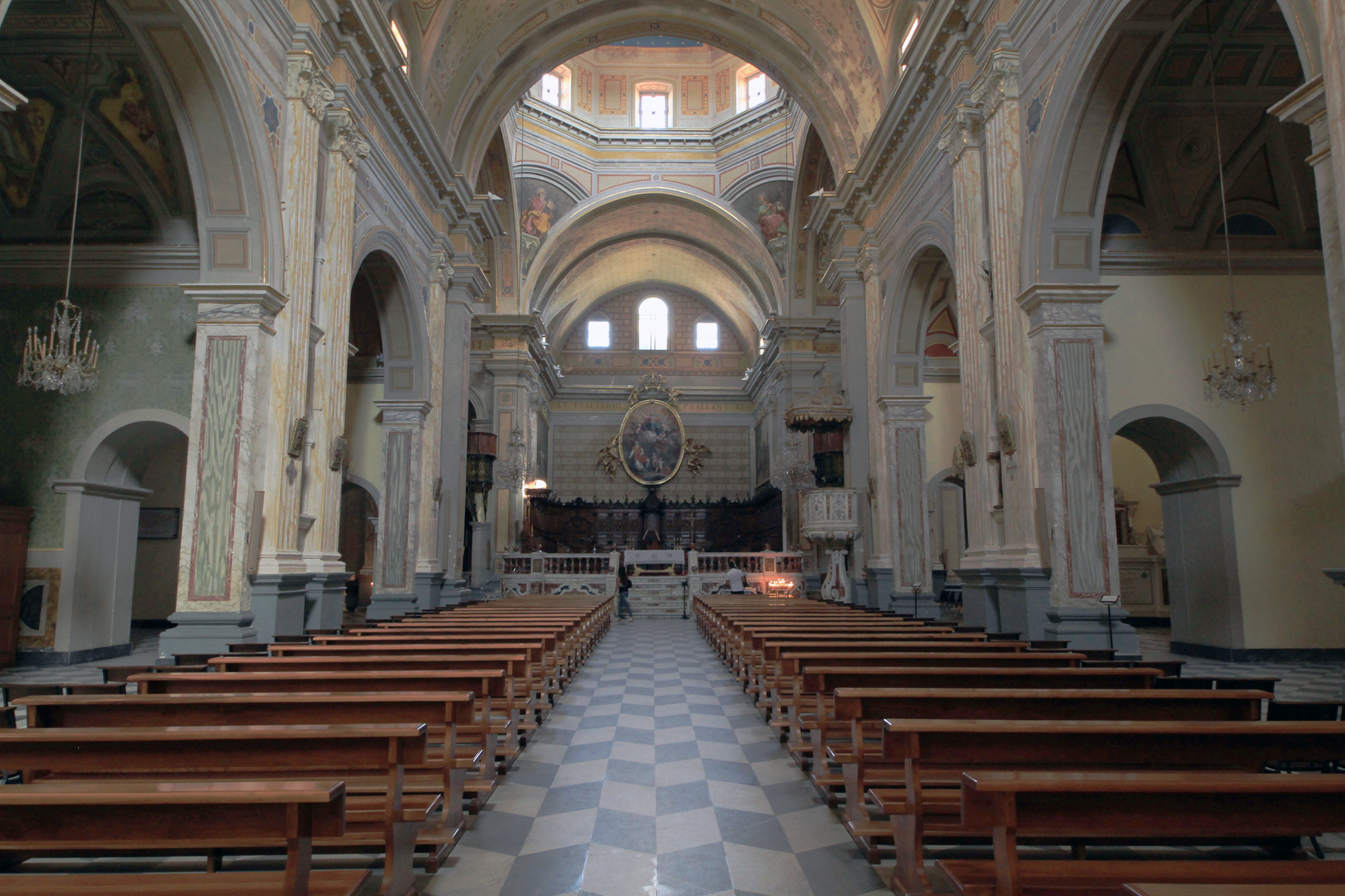
Cathédrale.

### Communes limitrophes
Baratili San Pietro, Cabras, Nurachi, Palmas Arborea, Santa Giusta, Siamaggiore, Siamanna, Simaxis, Solarussa, Villaurbana, Zeddiani.

### Évolution démographique
Habitants recensés

## Culture locale et patrimoine

### Lieux et monuments

#### Églises
- Cathédrale Notre-Dame-de-l'Assomption
- Église Saint-François-d'Assise (it)
- Santuaire Notre-Dame de Rimedio
- Église Saint-Maur-Abbé d'Oristano